# Tocană
Tocană, también conocido como tocăniță, es un estofado rumano preparado con tomate, ajo y pimentón dulce. Tradicionalmente, se consume con mămăligă (un pan de harina de maíz típico de la cocina rumana). El plato tiene una historia de ser consumido por pastores en las montañas rumanas.

## Variaciones
Las variaciones incluyen la inclusión de setas en la preparación del estofado. Las variaciones adicionales incluyen la adición o el uso de carne, como cordero y patatas.